# Pulitzer-Preis 2003
Der Pulitzer-Preis 2003 war die 87. Verleihung des US-amerikanischen Literaturpreises. Die Jury bestand aus 18 Personen unter dem Vorsitz von Sandra Mims Rowe. Das „Pulitzer Prize Board“ vergab Preise für Arbeiten, die während des Kalenderjahres 2002 entstanden waren.

## Bereich Journalismus(Journalism)
| Kategorie                                                  | Preisträger                                            | Begründung |
| ---------------------------------------------------------- | ------------------------------------------------------ | --- |
| Aktuelle Berichterstattung (Breaking News Reporting)       | Mitarbeiter von The Eagle-Tribune (Lawrence)           | Preis verliehen für seine detaillierten, gut ausgearbeiteten Berichte über das versehentliche Ertrinken von vier Jungen im Merrimack River. |
| Dienst an der Öffentlichkeit (Public Service)              | The Boston Globe                                       | Preis verliehen für seine mutige, umfassende Berichterstattung über sexuellen Missbrauch durch Priester, die die Geheimhaltung durchbrach, lokale, nationale und internationale Reaktionen hervorrief und Veränderungen in der römisch-katholischen Kirche bewirkte. |
| Investigativer Journalismus (Investigative Reporting)      | Clifford J. Levy von The New York Times                | Preis verliehen für seine anschauliche, brillant geschriebene Serie „Broken Homes“, die den Missbrauch psychisch kranker Erwachsener in staatlich regulierten Heimen aufdeckte. |
| Hintergrundberichterstattung (Explanatory Journalism)      | Mitarbeiter von The Wall Street Journal                | Preis verliehen für seine klaren, prägnanten und umfassenden Hintergrundberichte, die die Wurzeln, die Bedeutung und die Auswirkungen von Unternehmensskandalen in Amerika beleuchten (von der Jury aus der Kategorie Public Service vorgeschlagen) |
| Beat Reporting (Specialized Reporting)                     | Diana K. Sugg von The Baltimore Sun                    | Preis verliehen für ihre fesselnden, oft ergreifenden Geschichten, die komplexe medizinische Themen im Leben von Menschen beleuchten. |
| Kritik (Criticism)                                         | Stephen Hunter von The Washington Post                 | Preis verliehen für seine maßgeblichen Filmkritiken, die sowohl intellektuell lohnend als auch ein Vergnügen zu lesen sind. |
| Karikatur (Editorial Cartooning)                           | David Horsey vom Seattle Post-Intelligencer            | Preis verliehen für seine scharfsinnigen Karikaturen, die mit einem unverwechselbaren Stil und Sinn für Humor ausgeführt werden. |
| Leitartikel (Editorial Writing)                            | Cornelia Grumman vom Chicago Tribune                   | Preis verliehen für ihre kraftvollen, frisch herausfordernden Leitartikel zur Reform der Todesstrafe. |
| Kommentar (Commentary)                                     | Colbert I. King von The Washington Post                | Preis verliehen für seine gegen den Strich gebürsteten Kolumnen, die die Mächtigen mit Schärfe und Weisheit ansprechen. |
| Auslandsberichterstattung (International Reporting)        | Kevin Sullivan und Mary Jordan von The Washington Post | Preis verliehen für die Aufdeckung der schrecklichen Zustände im mexikanischen Strafrechtssystem und deren Auswirkungen auf das tägliche Leben der Menschen. |
| Berichterstattung im Inland (National Reporting)           | Alan Miller und Kevin Sack von der Los Angeles Times   | Preis verliehen für ihre aufschlussreiche und bewegende Untersuchung des Militärflugzeugs AV-8B Harrier II mit dem Spitznamen „The Widow Maker“ (deutsch: der Witwenmacher), das mit dem Tod von 45 Piloten in Verbindung gebracht wurde. (Der Preis wurde vom Ausschuss von der Kategorie „Investigative Berichterstattung“ in die Kategorie „Nationale Berichterstattung“ verschoben, wo er auch eingereicht wurde). |
| Feature Writing (Feature Writing)                          | Sonia Nazario von der Los Angeles Times                | Preis verliehen für „Enrique’s Journey“ (deutsch: Enriques Reise), ihre berührende, erschöpfende Geschichte über die gefährliche Suche eines honduranischen Jungen nach seiner Mutter, die in die Vereinigten Staaten ausgewandert ist. |
| Aktuelle Fotoberichterstattung (Breaking News Photography) | Fotografen der Rocky Mountain News                     | Preis verliehen für seine eindringliche, fantasievolle Berichterstattung über die wütenden Waldbrände in Colorado. |
| Feature-Fotoberichterstattung (Feature Photography)        | Don Bartletti von der Los Angeles Times                | Preis verliehen für seine einprägsame Darstellung, wie Jugendliche ohne Papiere aus Mittelamerika unter oft tödlichen Gefahren nach Norden in die Vereinigten Staaten gelangen. |

## Bereich Literatur, Theater und Musik(Books, Drama & Music)
| Kategorie                                                   | Preisträger |
| ----------------------------------------------------------- | --- |
| Geschichte (History)                                        | An Army at Dawn: The War in North Africa, 1942–1943 von Rick Atkinson (Henry Holt and Company)                                                                      |
| Belletristik (Fiction)                                      | Middlesex von Jeffrey Eugenides (Farrar) |
| Sachbuch (General Nonfiction)                               | A Problem from Hell: America and the Age of Genocide von Samantha Power (Basic Books)                                                                               |
| Musik (Music)                                               | On the Transmigration of Souls von John Coolidge Adams (Boosey & Hawkes); Uraufführung von der New York Philharmonic am 19. September 2002 in der Avery Fisher Hall |
| Dichtung (Poetry)                                           | Moy Sand and Gravel von Paul Muldoon (Farrar) |
| Theater (Drama)                                             | Anna in the Tropics von Nilo Cruz (TCG) |
| Biographie oder Autobiographie (Biography or Autobiography) | Master of the Senate von Robert A. Caro (Alfred A. Knopf) |